# Matías Pérez (wielrenner)
Matías Pérez (25 februari 1987) is een Uruguayaans wielrenner. Hij rijdt anno 2017 voor Maroñas.

## Carrière
In maart 2015 werd hij derde tijdens de nationale kampioenschappen op de weg. Een maand later werd hij weer derde, ditmaal in de vijfde etappe van de Ronde van Rio Grande do Sul. In april 2017 won hij het bergklassement van de Ronde van Uruguay.

## Overwinningen
2017
Bergklassement Ronde van Uruguay